# نیشی‌ناری، اوساکا

بخش نیشی‌ناری، اوساکا (به ژاپنی: 西成区 Nishinari-ku) یکی از مناطق ۲۴ گانه اوساکا در ژاپن است.